# Coelogyne trinervis
Coelogyne trinervis är en orkidéart som beskrevs av John Lindley.
Coelogyne trinervis ingår i släktet Coelogyne, och familjen orkidéer. Artens utbredningsområde anges som från Indokina till västra och centrala Malesia. Inga underarter finns listade i Catalogue of Life.

## Bilder

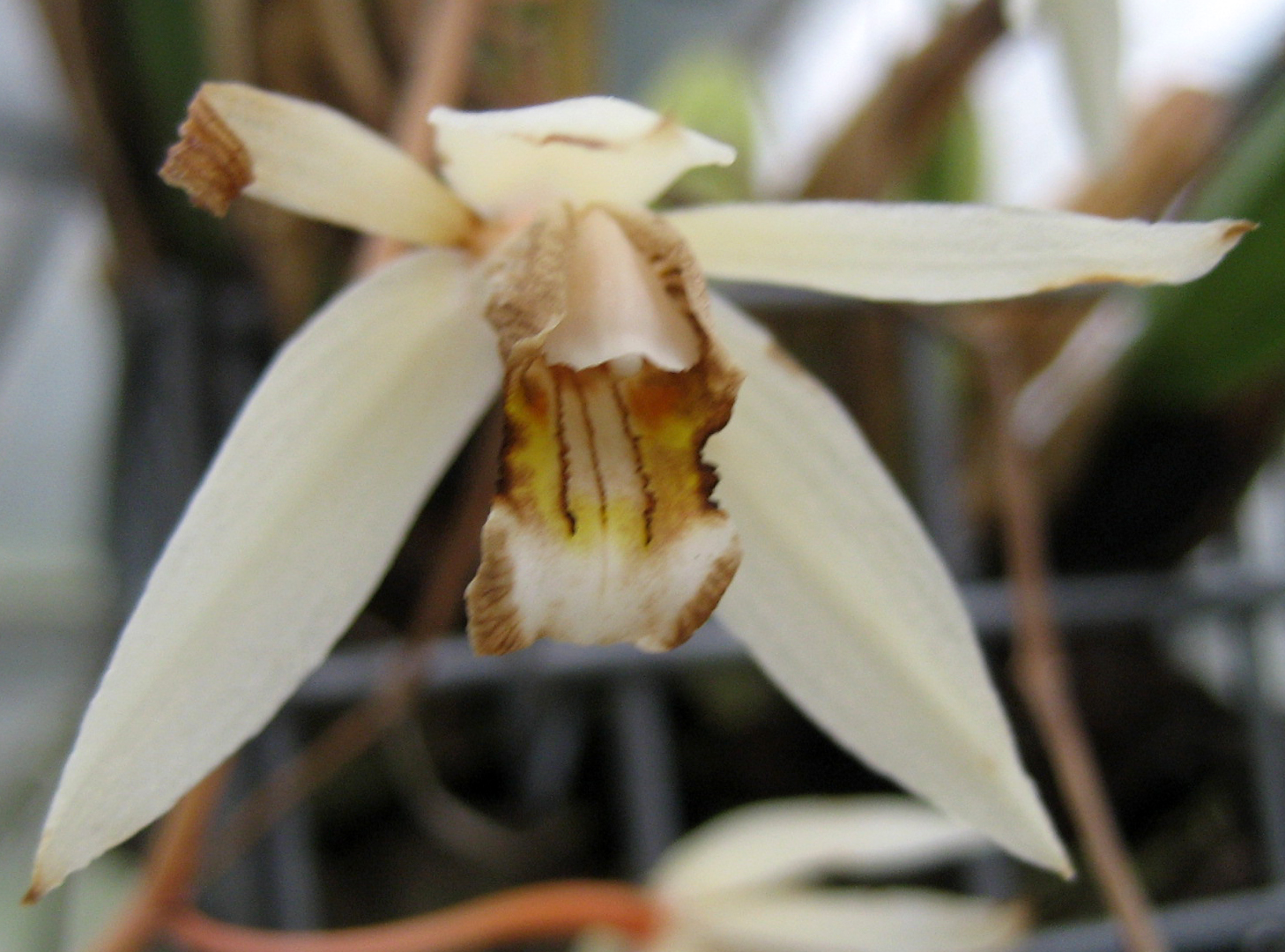
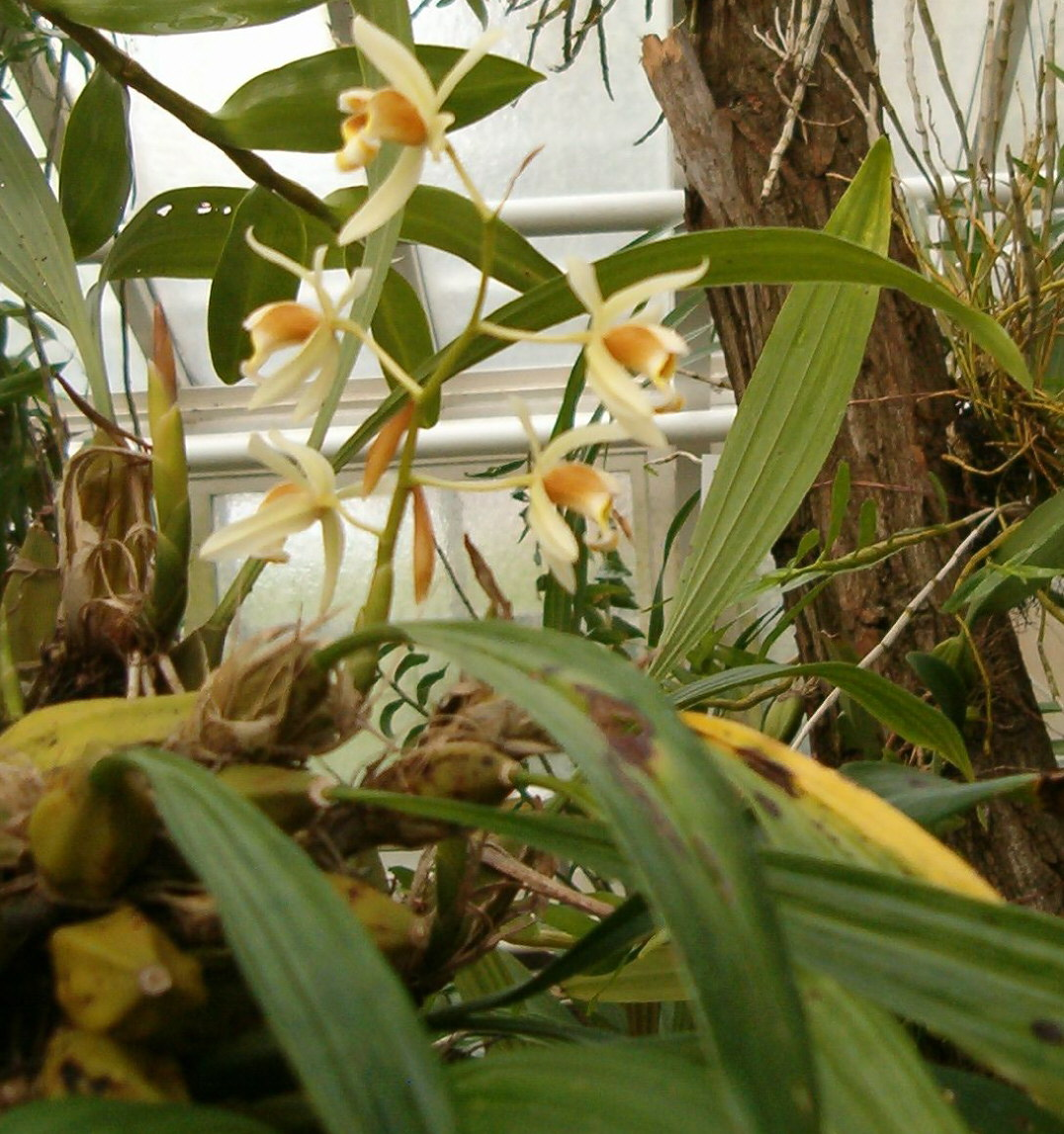
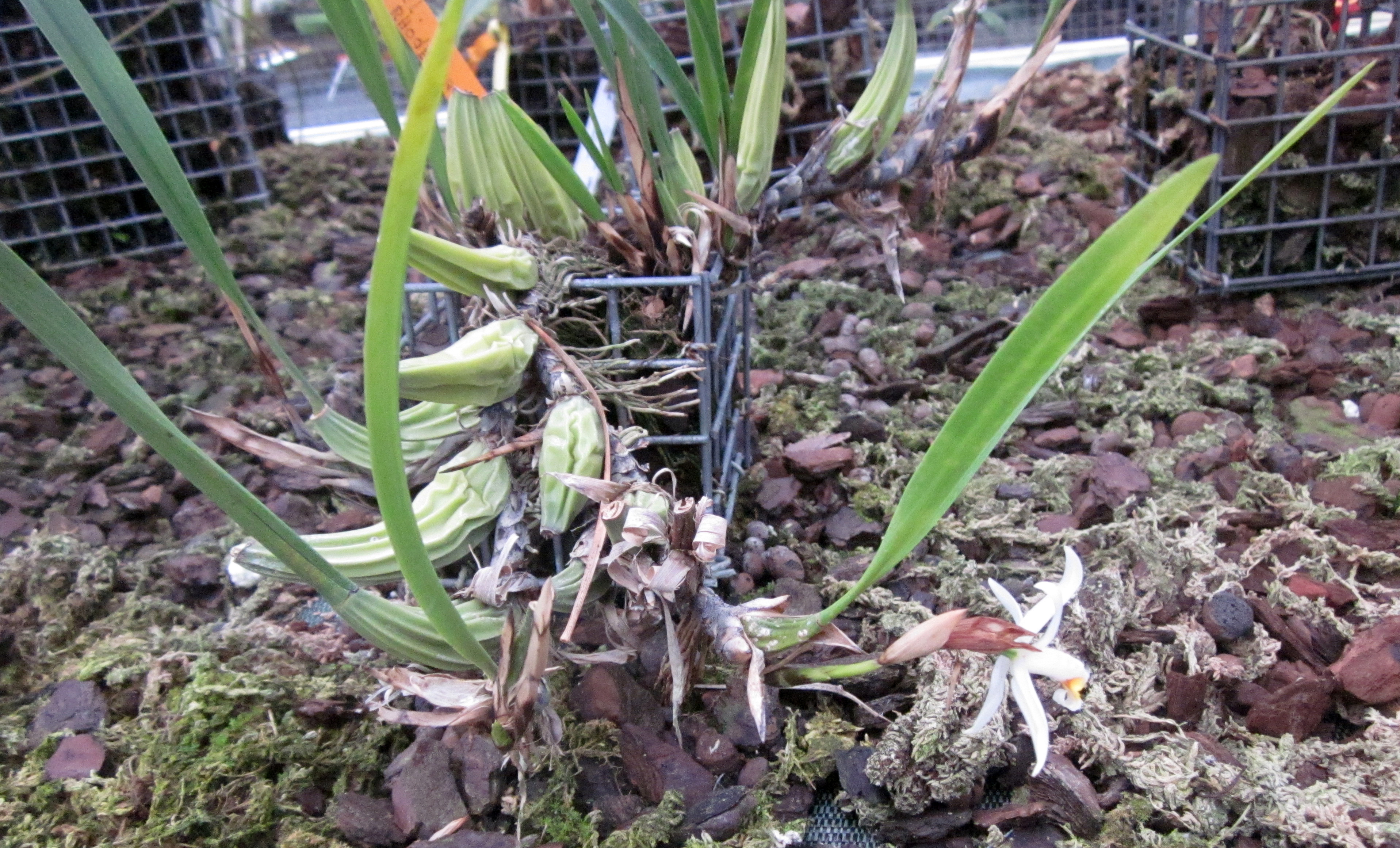